# La crise est finie
Pour plus de détails, voir Fiche technique et Distribution.
La crise est finie  est un film français réalisé par Robert Siodmak, sorti en 1934.

## Synopsis
Une troupe théâtrale rôde en province sa nouvelle revue, Mille Jambes Nues, mais se retrouve en panne à Périgueux, victime des caprices de la vedette, Lola Garcin, puis abandonnée par le producteur.
Marcel, le musicien ; Nicole, la débutante-doublure de Lola ; et Olga, une star sur le retour, prennent les choses en main. Le groupe monte à Paris dans l'espoir de s'y produire, attend tout de la capitale et le chante (« On ne voit ça qu'à Paris »). C'est pourtant la désillusion : l'argent et l'enthousiasme manquent ; la crise est générale et il faut avoir recours à diverses combines à la limite de la malhonnêteté.
Grâce à Olga et à la complaisance d'une concierge qui se souvient d'elle, on peut vivre dans un théâtre vide et répéter… sans piano. M. Bernoullin, vendeur d'instruments de musique, serait prêt à en céder un si Nicole passait une soirée avec lui. Mais Marcel met le holà et Olga achète un instrument avec ses économies.
Bernoullin veut se venger et la troupe est obligée de le séquestrer afin de poursuivre dans la fébrilité les répétitions de sa nouvelle revue, « La Crise est finie ! », cri de défi à la morosité ambiante.
Heureusement, l'obstination et la chance paient ; le public vient en masse à la première. Marcel, Nicole et leurs amis pourront savourer leur succès.

## Fiche technique
- Titre : La crise est finie
- Réalisation : Robert Siodmak
- Scénario : Jacques Constant, Frederick Kohner et Max Kolpé d'après une nouvelle de Frédéric Lohner et Curt Siodmak
- Production : Seymour Nebenzahl
- Société de production : Nero-Film
- Distribution : Les Films Paramount
- Photographie : Eugen Schüfftan
- Musique et chansons : Jean Lenoir et Franz Waxman
- Décors : René Renoux
- Costumes : Mme Laget
- Pays d'origine : France
- Format : Noir et blanc - Son : Mono
- Genre : Comédie musicale
- Durée : 74 minutes (1 h 14)
- Dates de sortie :
  - France : 5 octobre 1934 (Paris)
  - États-Unis : 1er mars 1935

## Distribution
- Albert Préjean : Marcel
- Danielle Darrieux : Nicole
- Marcel Carpentier : Mr. Bernouillin
- Pedro Elviro : Hercule
- Paul Velsa : Le machiniste
- Paul Escoffier : Le producteur
- Milly Mathis : La concierge
- Régine Barry : Lola Garcin
- Jeanne Marie-Laurent : la mère de Nicole
- Jeanne Lory : Mme Bernouillin
- Suzanne Dehelly : Olga
- René Lestelly : René
- Suzy Delair: une girl
- Alina Da Silva : une girl
- Adrienne Trenkel : une girl